# Liben (woreda, Guji)
Pour les articles homonymes, voir Liben.
Liben est un woreda du sud de l'Éthiopie, situé dans la zone Guji de la région Oromia. C'est le woreda majoritairement rural qui entoure Negele. Il a 138 813 habitants en 2007 avant détachement du woreda Goro Dola.

## Situation
Limitrophe de la région Somali, le woreda Liben occupe l'extrémité orientale de la zone Guji de la région Oromia.
Il s'étend autour de Negele entre la rivière Dawa qui le sépare de la zone Borena et la rivière Ganale Dorya qui le sépare de la zone Bale.
|           | Meda Welabu (Bale) |                       |
| Goro Dola | Liben              | Liben (région Somali) |
|           | Arero (Borena)     |                       |

## Histoire
L'Atlas of the Ethiopian Rural Economy publié en 2006 montre l'ancien périmètre du woreda dans le nord-est de la zone Borena de l'époque, bordé par les woredas Arero, Odo Shakiso et Adolana Wadera.
Le woreda couvre alors sa plus grande superficie englobant les futurs woredas Liben, Negele et Goro Dola.
Liben se rattache à la zone Guji probablement en 2007.
Negele forme un woreda à part et se détache de Liben probablement en 2007 également.
Goro Dola se détache de Liben avant 2015.
Une carte à fin 2021 indiquerait une autre subdivision de Liben après 2015[réf. souhaitée].

## Population
En 2006, l'Atlas of the Ethiopian Rural Economy estime la densité de population entre 11 et 25 personnes par km2 dans l'ancien périmètre du woreda.
Au recensement de 2007, dans un périmètre qui ne comprend plus Negele mais englobe encore Goro Dola, le woreda Liben compte 138 813 habitants et 1 % de sa population est urbaine.
La majorité (59 %) des habitants y sont musulmans, 21 % sont de religions traditionnelles africaines, 16 % sont protestants et 2 % sont orthodoxes.
Avec 1 385 habitants en 2007, Harekelo est la seule agglomération recensée dans le woreda.